# Лыски
Лыски (укр. Лиски) — село в Прилукском районе Черниговской области Украины. Население — 215 человек. Занимает площадь 1,111 км².
Код КОАТУУ: 7424184302. Почтовый индекс: 17552. Телефонный код: +380 4637.

## География
Расстояние до районного центра:Прилуки : (24 км.), до областного центра:Чернигов (141 км.), до столицы:Киев (157 км.). Ближайшие населенные пункты: Рыбцы 1 км, Дегтяри, Иванковцы и Красляны 3 км.

## Власть
Орган местного самоуправления — Краслянский сельский совет. Почтовый адрес: 17552, Черниговская обл., Прилукский р-н, с. Красляны, ул. Свято-Николаевская, 77.